# ユー・ウォント・ディス
「ユー・ウォント・ディス」(You Want This)は、ジャネット・ジャクソンの楽曲。

## 概要
5枚目のスタジオ・アルバム『ジャネット』から6枚目のシングルカットとしてリリースされた。
スプリームスの「ラブ・チャイルド」とクール・アンド・ザ・ギャングの「ジャングル・ブギー」をサンプリングしている。
シングル・ヴァージョンではMCライトによるラップが追加された。
ミュージック・ビデオはモノクロで制作されたものとカラー化されたものの2種類が存在する。
「70's ラヴ・グルーヴ」と両A面扱いでリリースされた国もあった。
アメリカの総合チャートBillboard Hot 100では最高位は8位だったものの、22週間チャートインし続けた。

## 収録曲
3" 日本盤シングル
1. ユー・ウォント・ディス (リミックス) - 4:48
2. ニュー・アジェンダ  - 4:01

## チャート
| チャート (1994–95年)                                            | 最高位 |
| --------------------------------------------------------------- | ------ |
| オーストラリア (ARIA)                                           | 16     |
| カナダ トップシングルス (RPM)                                   | 15     |
| カナダ コンテンポラリー・ヒット・ラジオ (The Record)            | 3      |
| カナダ ダンス・トラックス (The Record)                          | 16     |
| ヨーロッパ (Eurochart Hot 100 Singles)                          | 54     |
| ヨーロッパ (European Dance Radio)                               | 3      |
| ドイツ (GfK Entertainment charts)                               | 90     |
| オランダ (Dutch Top 40 Tipparade)                               | 2      |
| オランダ (Dutch Top 100)                                        | 37     |
| ニュージーランド (ニュージーランド・レコード産業協会)           | 11     |
| スコットランド (Official Charts Company)                        | 25     |
| UK シングルス (OCC)                                             | 14     |
| UK ダンス (OCC)                                                 | 12     |
| UK R&B (OCC)                                                    | 2      |
| UK エアプレイ (Music Week)                                      | 29     |
| UK クラブ (Music Week)                                          | 5      |
| US Billboard Hot 100 「70's Love Groove」と合算                 | 8      |
| US Dance Club Songs (Billboard)                                 | 9      |
| US Hot R&B/Hip-Hop Songs (Billboard) 「70's Love Groove」と合算 | 9      |
| US Pop Airplay (Billboard)                                      | 10     |
| US Rhythmic (Billboard)                                         | 6      |

| チャート (1995年)      | 順位 |
| ---------------------- | ---- |
| 全米 Billboard Hot 100 | 64   |